# Ministeries van Zweden
Dit is een lijst van ministeries van Zweden.

## Huidige ministeries
- Ministerie van Arbeid (Arbetsmarknadsdepartementet)
- Ministerie van Buitenlandse Zaken (Utrikesdepartementet)
- Ministerie van Cultuur (Kulturdepartementet)
- Ministerie van Defensie (Försvarsdepartementet)
- Ministerie van Financiën (Finansdepartementet)
- Ministerie van Gezondheid en Sociale Zaken (Socialdepartementet)
- Ministerie van Integratie en Gendergelijkheid (Integrations- och jämställdhetsdepartementet)
- Ministerie van Justitie (Justitiedepartementet)
- Ministerie van Landbouw (Jordbruksdepartementet)
- Ministerie van Milieu (Miljödepartementet)
- Ministerie van Onderwijs en Onderzoek (Utbildningsdepartementet)
- Ministerie van Onderneming, Energie en Communicatie (Näringsdepartementet)